# SC Gelsenkirchen 07
SC Gelsenkirchen 07 was een Duitse voetbalclub uit Gelsenkirchen. De club bestond van 1907 tot 1984 en was in de jaren twintig actief op het hoogste niveau.

## Geschiedenis
In augustus 1907 wordt de club SV Viktoria Schalke opgericht. Op de eerste ledenvergadering wordt de naam al gewijzigd in SV Urania met zwart-groene clubkleuren. Er speelden voornamelijk arbeiders bij de club. Door dit feit werd de club niet toegelaten tot de West-Duitse voetbalbond (WSV). Als reden werd aangegeven dat er al twee gevestigde burenclubs waren, SuS Schalke 1896 en BV 04 Gelsenkirchen. In 1912 fuseerde de club met Turnclub Bismarck en toen werden ze wel toegelaten tot de WSV.
Kort voor het einde van de Eerste Wereldoorlog wordt de naam gewijzigd in Sport-Club Gelsenkirchen 07. De clubkleuren werden gewijzigd naar geel. De club speelde 8 jaar lang in de Ruhrbezirksliga, een van de hoogste klassen van de WSV. In 1920/21 was de competitie opgedeeld in drie reeksen. SC 07 werd groepswinnaar, maar liet het in de finaleronde afweten tegen Dortmunder SC 95. De volgende drie seizoenen eindigde de club in de middenmoot. In 1925 plaatste de club zich als vicekampioen achter Schwarz-Weiß Essen voor de West-Duitse eindronde, waar de club meteen verloor van TuRU Düsseldorf. De volgende seizoenen belandde de club weer in de middenmoot tot een degradatie volgde in 1929. Na één seizoen promoveerde de club weer en werd meteen derde in groep B. Het volgende seizoen degradeerde de club weer. Na de competitiehervormingen van 1933 werd het veel moeilijker om terug te keren naar de hoogste klasse en de club slaagde daar dan ook niet in. In 1937 verhuist de club van de Breddestraßen naar het sportterrein Trinenkamp.
In 1949/50 kreeg de club geen licentie voor de 2. Liga West, de tweede klasse van de Oberliga West, en bleef als amateurclub in de Landesliga. Het laatste grote succes van de club was de stadstitel in 1951. Nadat de club in de lagere reeksen verzeilde kon de club met twee promoties op rij in de jaren zestig opnieuw vijf seizoenen lang in de hoogste amateurklasse spelen.
Begin jaren zeventig kwam Matthias Herget over van Rot-Weiß Wacker Bismarck. Hij speelde op 17-jarige leeftijd in het eerste elftal. In 1976 betaalde de grote club VfL Bochum 50.000 Duitse mark voor de speler. Herget zou later ook nog voor Rot-Weiss Essen, Bayer Uerdingen en Schalke 04 spelen.
In 1984 kwam de club in financiële problemen. Omdat de club altijd op een redelijk niveau gevoetbald had wilde de voorzitter niet opnieuw starten in de laagste klasse en daarom werd de club ontbonden. Het faillissement werd aangevraagd en er zou een schuld zijn van 120.000 DM. Sindsdien is Gelsenkirchener SC 07 geschiedenis.